# Машиносчётная станция
Как и появившиеся позднее вычислительные центры, машиносчётные станции (МСС) или машинно-счётные бюро — это организации и подразделения, занимавшиеся проведением масштабных вычислений. В отличие от ВЦ, МСС использовали электромеханические вычислительные машины, такие как табуляторы,
использовавшие в своей работе перфокарты.

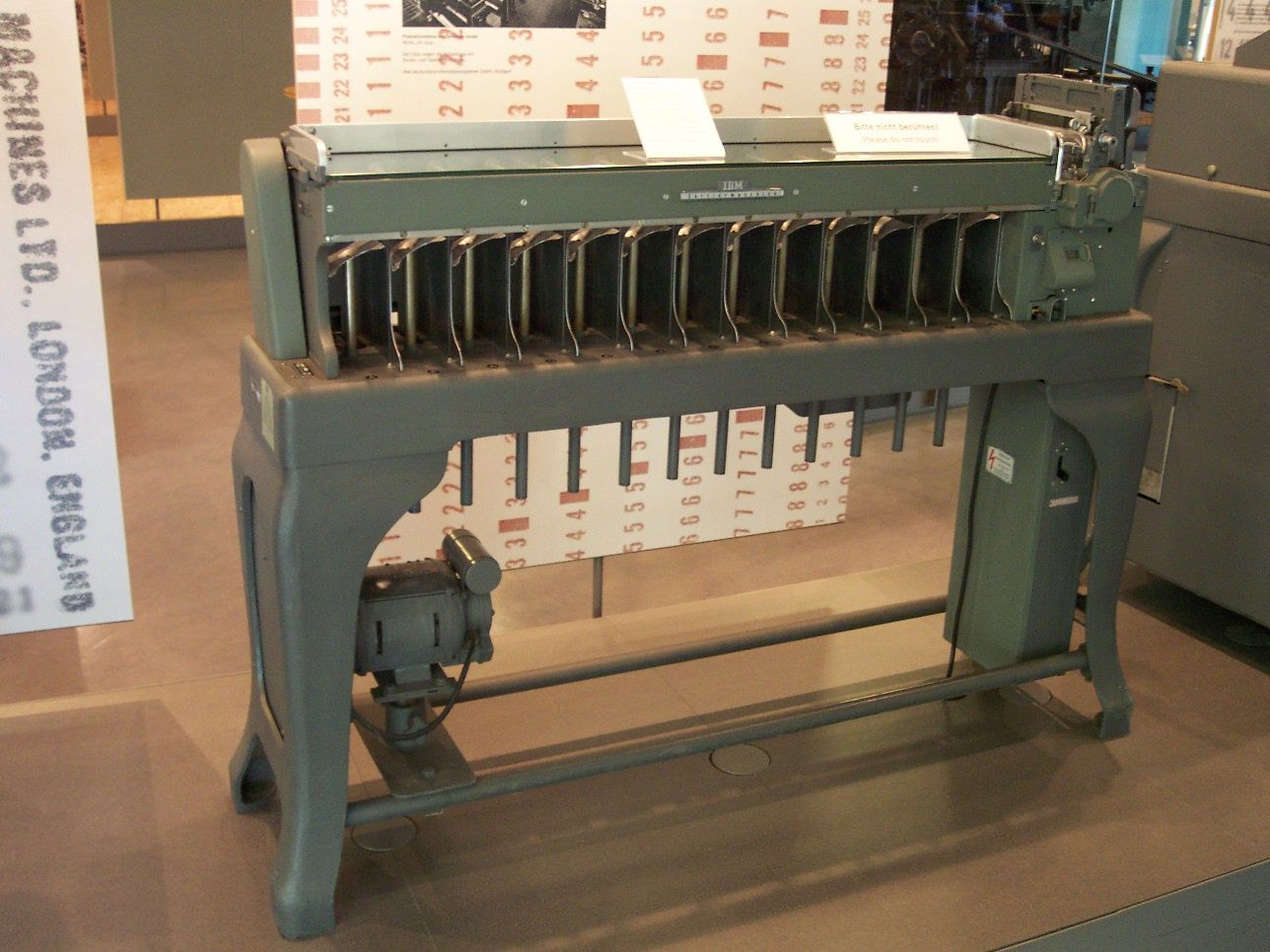
Сортировальная машина

Использовались целые семейства машин разного функционального назначения, такие как:
- перфораторы
- контрольники
- сортировальные машины
- табуляторы
- калькуляторы
- считыватели перфокарт

В СССР первая машиносчётная станция была создана Харьковским институтом труда в 1925 году и применена для научных расчётов. Руководил ей Евсей Григорьевич Либерман. В 1928 году сотрудниками ХИТ была создана первая в СССР машиносчётная станция в народном хозяйстве на машиностроительном заводе «Серп и молот», проводившая как бухгалтерские, так и экономико-статистические расчёты. С 1938 в АН СССР для математических исследований создается самостоятельная машино-счетная станция. 
Перфораторы, контрольники электромагнитного действия и электромеханические суммарные табуляторы стали производить в СССР с 1934 года. В 1936 году СССР отказался от импорта такой техники.
Машиносчетные станции часто обслуживали сразу целый ряд организаций, оказывая, в частности, услуги по начислению заработной платы, пенсий, коммунальных платежей. Машиносчетные станции также широко применялись в системе государственной статистики, подчиненной ЦСУ. Ещё в 1975 году в системе государственной статистики СССР было 79 районных вычислительных центров, оборудованных ЭВМ, и 2502 машиносчетных станции, где были только электромеханические вычислительные машины.